# Medagliati olimpici nel ciclismo maschile
Elenco dei vincitori di medaglia olimpica nel ciclismo maschile, sin dai primi Giochi olimpici di Atene 1896.

## Albo d'oro

### Ciclismo su strada

#### Corsa individuale/Corsa in linea
| Edizione                                                   | Oro                                                 | Argento                                 | Bronzo                                  |
| ---------------------------------------------------------- | --------------------------------------------------- | --------------------------------------- | --------------------------------------- |
| Atene 1896                                                 | Aristeidīs Kōnstantinidīs                           | August von Gödrich                      | Edward Battel                           |
| Evento non incluso nel programma olimpico dal 1900 al 1908 |                                                     |                                         |                                         |
| Atene 1906                                                 | Fernand Vast                                        | Maurice Bardonneau                      | Edmond Luguet                           |
| Stoccolma 1912                                             | Rudolph Lewis                                       | Frederick Grubb                         | Carl Schutte                            |
| Anversa 1920                                               | Harry Stenqvist                                     | Henry Kaltenbrunn                       | Fernand Canteloube                      |
| Parigi 1924                                                | Armand Blanchonnet                                  | Henri Hoevenaers                        | René Hamel                              |
| Amsterdam 1928                                             | Henry Hansen                                        | Frank Southall                          | Gösta Carlsson                          |
| Los Angeles 1932                                           | Attilio Pavesi                                      | Guglielmo Segato                        | Bernhard Britz                          |
| Berlino 1936                                               | Robert Charpentier                                  | Guy Lapébie                             | Ernst Nievergelt                        |
| Londra 1948                                                | José Beyaert                                        | Gerrit Voorting                         | Lode Wouters                            |
| Helsinki 1952                                              | André Noyelle                                       | Robert Grondelaers                      | Edi Ziegler                             |
| Melbourne 1956                                             | Ercole Baldini                                      | Arnaud Geyre                            | Alan Jackson                            |
| Roma 1960                                                  | Viktor Kapitonov                                    | Livio Trapè                             | Willy Vanden Berghen                    |
| Tokyo 1964                                                 | Mario Zanin                                         | Kjell Rodian                            | Walter Godefroot                        |
| Città del Messico 1968                                     | Pierfranco Vianelli                                 | Leif Mortensen                          | Gösta Pettersson                        |
| Monaco di Baviera 1972                                     | Hennie Kuiper                                       | Clyde Sefton                            | Jaime Huélamo                           |
| Montréal 1976                                              | Bernt Johansson                                     | Giuseppe Martinelli                     | Mieczysław Nowicki                      |
| Mosca 1980                                                 | Sergej Suchoručenkov                                | Czesław Lang                            | Jurij Barinov                           |
| Los Angeles 1984                                           | Alexi Grewal                                        | Steve Bauer                             | Dag Otto Lauritzen                      |
| Seul 1988                                                  | Olaf Ludwig                                         | Bernd Gröne                             | Christian Henn                          |
| Barcellona 1992                                            | Fabio Casartelli                                    | Erik Dekker                             | Dainis Ozols                            |
| Atlanta 1996                                               | Pascal Richard                                      | Rolf Sørensen                           | Maximilian Sciandri                     |
| Sydney 2000                                                | Jan Ullrich                                         | Aleksandr Vinokurov                     | Andreas Klöden                          |
| Atene 2004                                                 | Paolo Bettini                                       | Sérgio Paulinho                         | Axel Merckx                             |
| Pechino 2008                                               | Samuel Sánchez                                      | Fabian Cancellara                       | Aleksandr Kolobnev                      |
| Londra 2012                                                | Aleksandr Vinokurov                                 | Rigoberto Urán                          | Alexander Kristoff                      |
| Rio de Janeiro 2016                                        | Greg Van Avermaet                                   | Jakob Fuglsang                          | Rafał Majka                             |
| Tokyo 2020                                                 | Richard Carapaz                                     | Wout Van Aert                           | Tadej Pogačar                           |
| Parigi 2024                                                | Remco Evenepoel                                     | Valentin Madouas                        | Christophe Laporte                      |
| Atleta meglio premiato: Aleksandr Vinokurov (1/1/0)        | Atleta meglio premiato: Aleksandr Vinokurov (1/1/0) | Nazione meglio premiata: Italia (6/3/0) | Nazione meglio premiata: Italia (6/3/0) |

#### Cronometro
| Edizione                                                             | Oro                                                                  | Argento                                            | Bronzo                                             |
| -------------------------------------------------------------------- | -------------------------------------------------------------------- | -------------------------------------------------- | -------------------------------------------------- |
| Atlanta 1996                                                         | Miguel Indurain                                                      | Abraham Olano                                      | Chris Boardman                                     |
| Sydney 2000                                                          | Vjačeslav Ekimov                                                     | Jan Ullrich                                        | Lance Armstrong                                    |
| Atene 2004                                                           | Vjačeslav Ekimov                                                     | Bobby Julich                                       | Michael Rogers                                     |
| Pechino 2008                                                         | Fabian Cancellara                                                    | Gustav Larsson                                     | Levi Leipheimer                                    |
| Londra 2012                                                          | Bradley Wiggins                                                      | Tony Martin                                        | Chris Froome                                       |
| Rio de Janeiro 2016                                                  | Fabian Cancellara                                                    | Tom Dumoulin                                       | Chris Froome                                       |
| Tokyo 2020                                                           | Primož Roglič                                                        | Tom Dumoulin                                       | Rohan Dennis                                       |
| Parigi 2024                                                          | Remco Evenepoel                                                      | Filippo Ganna                                      | Wout van Aert                                      |
| Atleta meglio premiato: Vjačeslav Ekimov e Fabian Cancellara (2/0/0) | Atleta meglio premiato: Vjačeslav Ekimov e Fabian Cancellara (2/0/0) | Nazione meglio premiata: Russia e Svizzera (2/0/0) | Nazione meglio premiata: Russia e Svizzera (2/0/0) |

#### Corsa a squadre
| Edizione                                    | Oro                                                                          | Argento                                                                    | Bronzo                                                                   |
| ------------------------------------------- | ---------------------------------------------------------------------------- | -------------------------------------------------------------------------- | ------------------------------------------------------------------------ |
| Stoccolma 1912                              | SveziaErik Friborg Algot Lönn Ragnar Malm Axel Persson                       | Gran BretagnaFrederick Grubb William Hammond Leonard Meredith Charles Moss | Stati UnitiAlbert Krushel Alvin Loftes Walter Martin Carl Schutte        |
| Anversa 1920                                | FranciaFernand Canteloube Georges Detreille Marcel Gobillot Achille Souchard | SveziaSigfrid Lundberg Ragnar Malm Axel Persson Harry Stenqvist            | BelgioAlbert De Bunné Jean Janssens André Vercruysse Albert Wyckmans     |
| Parigi 1924                                 | FranciaArmand Blanchonnet René Hamel Georges Wambst                          | BelgioHenri Hoevenaers Auguste Parfondry Jean Van den Bosch                | SveziaErik Bohlin Ragnar Malm Gunnar Sköld                               |
| Amsterdam 1928                              | DanimarcaHenry Hansen Orla Jørgensen Leo Nielsen                             | Gran BretagnaJack Lauterwasser John Middleton Frank Southall               | SveziaGösta Carlsson Erik Jansson Georg Johnsson                         |
| Los Angeles 1932                            | ItaliaGiuseppe Olmo Attilio Pavesi Guglielmo Segato                          | DanimarcaHenry Hansen Leo Nielsen Frode Sørensen                           | SveziaArne Berg Bernhard Britz Sven Höglund                              |
| Berlino 1936                                | FranciaRobert Charpentier Robert Dorgebray Guy Lapébie                       | SvizzeraEdgar Buchwalder Ernst Nievergelt Kurt Ott                         | BelgioAuguste Garrebeek Armand Putzeyse Jean-François Van Der Motte      |
| Londra 1948                                 | BelgioLéon De Lathouwer Eugène Van Roosbroeck Lode Wouters                   | Gran BretagnaBob Maitland Ian Scott Gordon Thomas                          | FranciaJosé Beyaert Jacques Dupont Alain Moineau                         |
| Helsinki 1952                               | BelgioRobert Grondelaers André Noyelle Lucien Victor                         | ItaliaDino Bruni Gianni Ghidini Vincenzo Zucconelli                        | FranciaJacques Anquetil Claude Rouer Alfred Tonello                      |
| Melbourne 1956                              | FranciaArnaud Geyre Maurice Moucheraud Michel Vermeulin                      | Gran BretagnaStan Brittain Bill Holmes Alan Jackson                        | Squadra Unificata TedescaReinhold Pommer Gustav-Adolf Schur Horst Tüller |
| Atleta meglio premiato: Ragnar Malm (1/1/1) | Atleta meglio premiato: Ragnar Malm (1/1/1)                                  | Nazione meglio premiata: Francia (4/0/2)                                   | Nazione meglio premiata: Francia (4/0/2)                                 |

#### Cronometro a squadre
| Edizione                                                              | Oro                                                                               | Argento                                                                         | Bronzo                                                                         |
| --------------------------------------------------------------------- | --------------------------------------------------------------------------------- | ------------------------------------------------------------------------------- | ------------------------------------------------------------------------------ |
| Roma 1960                                                             | ItaliaAntonio Bailetti Ottavio Cogliati Giacomo Fornoni Livio Trapè               | Squadra Unificata TedescaEgon Adler Erich Hagen Günter Lörke Gustav-Adolf Schur | Unione SovieticaViktor Kapitonov Evgenij Klevcov Jurij Melichov Aleksej Petrov |
| Tokyo 1964                                                            | Paesi BassiEvert Dolman Gerben Karstens Jan Pieterse Bart Zoet                    | ItaliaSeverino Andreoli Luciano Dalla Bona Pietro Guerra Ferruccio Manza        | SveziaSven Hamrin Erik Pettersson Gösta Pettersson Sture Pettersson            |
| Città del Messico 1968                                                | Paesi BassiFedor den Hertog Jan Krekels René Pijnen Joop Zoetemelk                | SveziaErik Pettersson Gösta Pettersson Sture Pettersson Tomas Pettersson        | ItaliaGiovanni Bramucci Vittorio Marcelli Mauro Simonetti Pierfranco Vianelli  |
| Monaco di Baviera 1972                                                | Unione SovieticaValerij Jardy Gennadij Komnatov Valerij Lichačëv Boris Šuchov     | PoloniaEdward Barcik Lucjan Lis Stanisław Szozda Ryszard Szurkowski             | —                                                                              |
| Montréal 1976                                                         | Unione SovieticaValerij Čaplygin Anatolij Čukanov Vladimir Kaminskij Aavo Pikkuus | PoloniaTadeusz Mytnik Mieczysław Nowicki Stanisław Szozda Ryszard Szurkowski    | DanimarcaVerner Blaudzun Gert Frank Jørgen Hansen Jørn Lund                    |
| Mosca 1980                                                            | Unione SovieticaAnatolij Jarkin Jurij Kaširin Oleg Logvin Sergej Šelpakov         | Germania EstFalk Boden Bernd Drogan Hans-Joachim Hartnick Olaf Ludwig           | CecoslovacchiaMichal Klasa Vlastibor Konečný Alipi Kostadinov Jiří Škoda       |
| Los Angeles 1984                                                      | ItaliaMarcello Bartalini Marco Giovannetti Eros Poli Claudio Vandelli             | SvizzeraAlfred Achermann Richard Trinkler Laurent Vial Benno Wiss               | Stati UnitiRon Kiefel Clarence Knickman Davis Phinney Andrew Weaver            |
| Seul 1988                                                             | Germania EstUwe Ampler Mario Kummer Maik Landsmann Jan Schur                      | PoloniaJoachim Halupczok Zenon Jaskuła Marek Leśniewski Andrzej Sypytkowski     | SveziaAnders Jarl Björn Johansson Jan Karlsson Michel Lafis                    |
| Barcellona 1992                                                       | GermaniaBernd Dittert Christian Meyer Uwe Peschel Michael Rich                    | ItaliaFlavio Anastasia Luca Colombo Gianfranco Contri Andrea Peron              | FranciaHervé Boussard Didier Faivre-Pierret Philippe Gaumont Jean-Louis Harel  |
| Atleti meglio premiati: Stanisław Szozda e Ryszard Szurkowski (0/2/0) | Atleti meglio premiati: Stanisław Szozda e Ryszard Szurkowski (0/2/0)             | Nazione meglio premiata: Unione Sovietica (3/0/1)                               | Nazione meglio premiata: Unione Sovietica (3/0/1)                              |

### Ciclismo su pista

#### Velocità
| Edizione                                       | Oro                                                | Argento                                            | Bronzo                                             |
| ---------------------------------------------- | -------------------------------------------------- | -------------------------------------------------- | -------------------------------------------------- |
| Atene 1896                                     | Paul Masson                                        | Stamatīs Nikolopoulos                              | Léon Flameng                                       |
| Parigi 1900                                    | Albert Taillandier                                 | Fernand Sanz                                       | John Henry Lake                                    |
| Saint Louis 1904                               | Evento non incluso nel programma olimpico          | Evento non incluso nel programma olimpico          | Evento non incluso nel programma olimpico          |
| Atene 1906                                     | Francesco Verri                                    | Herbert Bouffler                                   | Eugène Debongnie                                   |
| Londra 1908                                    | Evento disputato ma senza assegnazione di medaglie | Evento disputato ma senza assegnazione di medaglie | Evento disputato ma senza assegnazione di medaglie |
| Stoccolma 1912                                 | Evento non incluso nel programma olimpico          | Evento non incluso nel programma olimpico          | Evento non incluso nel programma olimpico          |
| Anversa 1920                                   | Maurice Peeters                                    | Thomas Johnson                                     | Harry Ryan                                         |
| Parigi 1924                                    | Lucien Michard                                     | Jacob Meijer                                       | Jean Cugnot                                        |
| Amsterdam 1928                                 | Roger Beaufrand                                    | Antoine Mazairac                                   | Willy Falck Hansen                                 |
| Los Angeles 1932                               | Jacobus van Egmond                                 | Louis Chaillot                                     | Bruno Pellizzari                                   |
| Berlino 1936                                   | Toni Merkens                                       | Arie van Vliet                                     | Louis Chaillot                                     |
| Londra 1948                                    | Mario Ghella                                       | Reg Harris                                         | Axel Schandorff                                    |
| Helsinki 1952                                  | Enzo Sacchi                                        | Lionel Cox                                         | Werner Potzernheim                                 |
| Melbourne 1956                                 | Michel Rousseau                                    | Guglielmo Pesenti                                  | Richard Ploog                                      |
| Roma 1960                                      | Sante Gaiardoni                                    | Leo Sterckx                                        | Valentino Gasparella                               |
| Tokyo 1964                                     | Giovanni Pettenella                                | Sergio Bianchetto                                  | Daniel Morelon                                     |
| Città del Messico 1968                         | Daniel Morelon                                     | Giordano Turrini                                   | Pierre Trentin                                     |
| Monaco di Baviera 1972                         | Daniel Morelon                                     | John Nicholson                                     | Omar Pkhak'adze                                    |
| Montréal 1976                                  | Anton Tkáč                                         | Daniel Morelon                                     | Hans-Jürgen Geschke                                |
| Mosca 1980                                     | Lutz Heßlich                                       | Yavé Cahard                                        | Sergej Kopylov                                     |
| Los Angeles 1984                               | Mark Gorski                                        | Nelson Vails                                       | Tsutomu Sakamoto                                   |
| Seul 1988                                      | Lutz Heßlich                                       | Nikolaj Kovš                                       | Gary Neiwand                                       |
| Barcellona 1992                                | Jens Fiedler                                       | Gary Neiwand                                       | Curtis Harnett                                     |
| Atlanta 1996                                   | Jens Fiedler                                       | Marty Nothstein                                    | Curtis Harnett                                     |
| Sydney 2000                                    | Marty Nothstein                                    | Florian Rousseau                                   | Jens Fiedler                                       |
| Atene 2004                                     | Ryan Bayley                                        | Theo Bos                                           | René Wolff                                         |
| Pechino 2008                                   | Chris Hoy                                          | Jason Kenny                                        | Mickaël Bourgain                                   |
| Londra 2012                                    | Jason Kenny                                        | Grégory Baugé                                      | Shane Perkins                                      |
| Rio de Janeiro 2016                            | Jason Kenny                                        | Callum Skinner                                     | Denis Dmitriev                                     |
| Tokyo 2020                                     | Harrie Lavreysen                                   | Jeffrey Hoogland                                   | Jack Carlin                                        |
| Parigi 2024                                    | Harrie Lavreysen                                   | Matthew Richardson                                 | Jack Carlin                                        |
| Atleta meglio premiato: Daniel Morelon (2/1/1) | Atleta meglio premiato: Daniel Morelon (2/1/1)     | Nazione meglio premiata: Francia (7/6/6)           | Nazione meglio premiata: Francia (7/6/6)           |

#### Velocità a squadre
| Edizione                                    | Oro                                                           | Argento                                                            | Bronzo                                                     |
| ------------------------------------------- | ------------------------------------------------------------- | ------------------------------------------------------------------ | ---------------------------------------------------------- |
| Sydney 2000                                 | FranciaLaurent Gané Florian Rousseau Arnaud Tournant          | Gran BretagnaChris Hoy Craig MacLean Jason Queally                 | AustraliaSean Eadie Darryn Hill Gary Neiwand               |
| Atene 2004                                  | GermaniaJens Fiedler Stefan Nimke René Wolff                  | GiapponeToshiaki Fushimi Masaki Inoue Tomohiro Nagatsuka           | FranciaMickaël Bourgain Laurent Gané Arnaud Tournant       |
| Pechino 2008                                | Gran BretagnaChris Hoy Jason Kenny Jamie Staff                | FranciaGrégory Baugé Kévin Sireau Arnaud Tournant Mickaël Bourgain | GermaniaRené Enders Maximilian Levy Stefan Nimke           |
| Londra 2012                                 | Gran BretagnaPhilip Hindes Chris Hoy Jason Kenny              | FranciaGrégory Baugé Michaël D'Almeida Kévin Sireau                | GermaniaRené Enders Robert Förstemann Maximilian Levy      |
| Rio de Janeiro 2016                         | Gran BretagnaPhilip Hindes Jason Kenny Callum Skinner         | Nuova ZelandaEdward Dawkins Ethan Mitchell Sam Webster             | FranciaGrégory Baugé Michaël D'Almeida François Pervis     |
| Tokyo 2020                                  | Paesi BassiJeffrey Hoogland Harrie Lavreysen Roy van den Berg | Gran BretagnaJack Carlin Jason Kenny Ryan Owens                    | FranciaFlorian Grengbo Rayan Helal Sébastien Vigier        |
| Parigi 2024                                 | Paesi BassiRoy van den Berg Harrie Lavreysen Jeffrey Hoogland | Gran BretagnaEd Lowe Hamish Turnbull Jack Carlin                   | AustraliaLeigh Hoffman Matthew Richardson Matthew Glaetzer |
| Atleta meglio premiato: Jason Kenny (3/1/0) | Atleta meglio premiato: Jason Kenny (3/1/0)                   | Nazione meglio premiata: Gran Bretagna (3/3/0)                     | Nazione meglio premiata: Gran Bretagna (3/3/0)             |

#### Inseguimento a squadre
| Edizione                                  | Oro                                                                                                  | Argento                                                                                           | Bronzo                                                                                      |
| ----------------------------------------- | --- | ------------------------------------------------------------------------------------------------- | ------------------------------------------------------------------------------------------- |
| Londra 1908                               | Gran BretagnaBenjamin Jones Clarence Kingsbury Leonard Meredith Ernest Payne                         | GermaniaMax Götze Rudolf Katzer Hermann Martens Karl Neumer                                       | CanadaWilliam Anderson Walter Andrews Frederick McCarthy William Morton                     |
| Stoccolma 1912                            | Evento non incluso nel programma olimpico                                                            | Evento non incluso nel programma olimpico                                                         | Evento non incluso nel programma olimpico                                                   |
| Anversa 1920                              | ItaliaArnaldo Carli Ruggero Ferrario Franco Giorgetti Primo Magnani                                  | Gran BretagnaAlbert Alden Thomas Johnson Jock Stewart Albert White                                | SudafricaHarry Goosen Henry Kaltenbrunn William Smith James Walker                          |
| Parigi 1924                               | ItaliaAngelo De Martini Alfredo Dinale Aurelio Menegazzi Francesco Zucchetti                         | PoloniaJózef Lange Jan Łazarski Tomasz Stankiewicz Franciszek Szymczyk                            | BelgioLéonard Daghelinckx Henri Hoevenaers Fernand Saivé Jean Van Den Bosch                 |
| Amsterdam 1928                            | ItaliaCesare Facciani Giacomo Gaioni Mario Lusiani Luigi Tasselli                                    | Paesi BassiJanus Braspennincx Piet van der Horst Jan Maas Jan Pijnenburg                          | Gran BretagnaMonty Southall Harry Wyld Lew Wyld Percy Wyld                                  |
| Los Angeles 1932                          | ItaliaNino Borsari Marco Cimatti Alberto Ghilardi Paolo Pedretti                                     | FranciaPaul Chocque Amédée Fournier René Le Grevès Henri Mouillefarine                            | Gran BretagnaBill Harvell Charles Holland Ernest Johnson Frank Southall                     |
| Berlino 1936                              | FranciaRobert Charpentier Jean Goujon Guy Lapébie Roger-Jean Le Nizerhy                              | ItaliaBianco Bianchi Mario Gentili Armando Latini Severino Rigoni                                 | Gran BretagnaHarry Hill Ernest Johnson Charles King Ernie Mills                             |
| Londra 1948                               | FranciaPierre Adam Serge Blusson Charles Coste Fernand Decanali                                      | ItaliaArnaldo Benfenati Guido Bernardi Anselmo Citterio Rino Pucci                                | Gran BretagnaRobert Geldard Tommy Godwin Dave Ricketts Wilfred Waters                       |
| Helsinki 1952                             | ItaliaLoris Campana Mino De Rossi Guido Messina Marino Morettini                                     | SudafricaGeorge Estman Robert Fowler Thomas Shardelow Alfred Swift                                | Gran BretagnaDon Burgess George Newberry Alan Newton Ron Stretton                           |
| Melbourne 1956                            | ItaliaAntonio Domenicali Leandro Faggin Franco Gandini Valentino Gasparella                          | FranciaRené Bianchi Jean Graczyk Jean-Claude Lecante Michel Vermeulin                             | Gran BretagnaDon Burgess Mike Gambrill John Geddes Tom Simpson                              |
| Roma 1960                                 | ItaliaLuigi Arienti Franco Testa Mario Vallotto Marino Vigna                                         | Squadra Unificata TedescaBernd Barleben Peter Gröning Manfred Klieme Siegfried Köhler             | Unione SovieticaArnold Belgardt Leonid Kolumbet Stanislav Moskvin Viktor Romanov            |
| Tokyo 1964                                | Squadra Unificata TedescaLothar Claesges Karl-Heinz Henrichs Karl Link Ernst Streng                  | ItaliaCencio Mantovani Carlo Rancati Luigi Roncaglia Franco Testa                                 | Paesi BassiHenk Cornelisse Gerard Koel Jaap Oudkerk Cor Schuuring                           |
| Città del Messico 1968                    | DanimarcaGunnar Asmussen Mogens Frey Per Lyngemark Reno Olsen Peder Pedersen                         | Germania OvestUdo Hempel Karl-Heinz Henrichs Jürgen Kissner Karl Link Rainer Podlesch             | ItaliaLorenzo Bosisio Cipriano Chemello Giorgio Morbiato Luigi Roncaglia Gino Pancino       |
| Monaco di Baviera 1972                    | Germania OvestJürgen Colombo Günter Haritz Udo Hempel Günther Schumacher                             | Germania EstThomas Huschke Heinz Richter Herbert Richter Uwe Unterwalder                          | Gran BretagnaMichael Bennett Ian Hallam Ronald Keeble William Moore                         |
| Montréal 1976                             | Germania OvestGregor Braun Hans Lutz Günther Schumacher Peter Vonhof                                 | Unione SovieticaVladimir Osokin Aleksandr Perov Vitalij Petrakov Viktor Sokolov                   | Gran BretagnaIan Banbury Michael Bennett Robin Croker Ian Hallam                            |
| Mosca 1980                                | Unione SovieticaViktor Manakov Valerij Movčan Vladimir Osokin Vitalij Petrakov                       | Germania EstGerald Mortag Uwe Unterwalder Matthias Wiegand Volker Winkler                         | CecoslovacchiaTeodor Černý Martin Penc Jiří Pokorný Igor Sláma                              |
| Los Angeles 1984                          | AustraliaMichael Grenda Kevin Nichols Michael Turtur Dean Woods                                      | Stati UnitiDavid Grylls Steve Hegg Patrick McDonough Leonard Nitz Brent Emery                     | Germania OvestReinhard Alber Rolf Gölz Roland Günther Michael Marx                          |
| Seul 1988                                 | Unione SovieticaVjačeslav Ekimov Artūras Kasputis Dmitrij Neljubin Gintautas Umaras Mindaugas Umaras | Germania EstSteffen Blochwitz Roland Hennig Dirk Meier Carsten Wolf Uwe Preissler                 | AustraliaBrett Dutton Wayne McCarney Stephen McGlede Dean Woods Scott McGrory               |
| Barcellona 1992                           | GermaniaGuido Fulst Michael Glöckner Jens Lehmann Stefan Steinweg Andreas Walzer                     | AustraliaBrett Aitken Stephen McGlede Shaun O'Brien Stuart O'Grady                                | DanimarcaKen Frost Jimmi Madsen Klaus Kynde Nielsen Jan Petersen Michael Sandstød           |
| Atlanta 1996                              | FranciaChristophe Capelle Philippe Ermenault Jean-Michel Monin Francis Moreau                        | RussiaĖduard Gricun Nikolaj Kuznecov Aleksej Markov Anton Šantyr'                                 | AustraliaBrett Aitken Stuart O'Grady Timothy O'Shannessey Dean Woods Bradley McGee          |
| Sydney 2000                               | GermaniaRobert Bartko Daniel Becke Guido Fulst Jens Lehmann Olaf Pollack                             | UcrainaSerhij Černjavs'kyj Oleksandr Fedenko Serhij Matvjejev Oleksandr Symonenko                 | Gran BretagnaPaul Manning Chris Newton Bryan Steel Bradley Wiggins Robert Hayles Jonny Clay |
| Atene 2004                                | AustraliaGraeme Brown Brett Lancaster Bradley McGee Luke Roberts Peter Dawson Stephen Wooldridge     | Gran BretagnaSteve Cummings Rob Hayles Paul Manning Bradley Wiggins Chris Newton Bryan Steel      | SpagnaCarlos Castaño Sergi Escobar Asier Maeztu Carlos Torrent                              |
| Pechino 2008                              | Gran BretagnaEd Clancy Paul Manning Geraint Thomas Bradley Wiggins                                   | DanimarcaCasper Jørgensen Jens-Erik Madsen Michael Mørkøv Alex Rasmussen Michael Færk Christensen | Nuova ZelandaSam Bewley Hayden Roulston Marc Ryan Jesse Sergent Westley Gough               |
| Londra 2012                               | Gran BretagnaSteven Burke Ed Clancy Peter Kennaugh Geraint Thomas                                    | AustraliaJack Bobridge Rohan Dennis Michael Hepburn Glenn O'Shea                                  | Nuova ZelandaSam Bewley Aaron Gate Marc Ryan Jesse Sergent Westley Gough                    |
| Rio de Janeiro 2016                       | Gran BretagnaSteven Burke Bradley Wiggins Owain Doull Ed Clancy                                      | AustraliaAlexander Edmondson Jack Bobridge Michael Hepburn Sam Welsford                           | DanimarcaLasse Norman Hansen Niklas Larsen Frederik Madsen Casper von Folsach               |
| Tokyo 2020                                | ItaliaSimone Consonni Filippo Ganna Francesco Lamon Jonathan Milan                                   | DanimarcaLasse Norman Hansen Niklas Larsen Frederik Madsen Rasmus Pedersen                        | AustraliaKelland O'Brien Sam Welsford Leigh Howard Luke Plapp Alexander Porter              |
| Parigi 2024                               | AustraliaOliver Bleddyn Sam Welsford Conor Leahy Kelland O'Brien                                     | Gran BretagnaEthan Hayter Daniel Bigham Charlie Tanfield Ethan Vernon                             | ItaliaSimone Consonni Filippo Ganna Francesco Lamon Jonathan Milan                          |
| Atleta meglio premiato: Ed Clancy (3/0/0) | Atleta meglio premiato: Ed Clancy (3/0/0)                                                            | Nazione meglio premiata: Italia (8/3/2)                                                           | Nazione meglio premiata: Italia (8/3/2)                                                     |

#### Keirin
| Edizione                                                | Oro                                                     | Argento                                        | Bronzo                                         |
| ------------------------------------------------------- | ------------------------------------------------------- | ---------------------------------------------- | ---------------------------------------------- |
| Sydney 2000                                             | Florian Rousseau                                        | Gary Neiwand                                   | Jens Fiedler                                   |
| Atene 2004                                              | Ryan Bayley                                             | José Antonio Escuredo                          | Shane Kelly                                    |
| Pechino 2008                                            | Chris Hoy                                               | Ross Edgar                                     | Kiyofumi Nagai                                 |
| Londra 2012                                             | Chris Hoy                                               | Maximilian Levy                                | Simon Van Velthooven                           |
| Londra 2012                                             | Chris Hoy                                               | Maximilian Levy                                | Teun Mulder                                    |
| Rio de Janeiro 2016                                     | Jason Kenny                                             | Matthijs Büchli                                | Azizulhasni Awang                              |
| Tokyo 2020                                              | Jason Kenny                                             | Azizulhasni Awang                              | Harrie Lavreysen                               |
| Parigi 2024                                             | Harrie Lavreysen                                        | Matthew Richardson                             | Matthew Glaetzer                               |
| Atleta meglio premiato: Chris Hoy e Jason Kenny (2/0/0) | Atleta meglio premiato: Chris Hoy e Jason Kenny (2/0/0) | Nazione meglio premiata: Gran Bretagna (4/1/0) | Nazione meglio premiata: Gran Bretagna (4/1/0) |

#### Omnium
| Edizione                                                          | Oro                                                               | Argento                                        | Bronzo                                         |
| ----------------------------------------------------------------- | ----------------------------------------------------------------- | ---------------------------------------------- | ---------------------------------------------- |
| Londra 2012                                                       | Lasse Norman Hansen                                               | Bryan Coquard                                  | Edward Clancy                                  |
| Rio de Janeiro 2016                                               | Elia Viviani                                                      | Mark Cavendish                                 | Lasse Norman Hansen                            |
| Tokyo 2020                                                        | Matthew Walls                                                     | Campbell Stewart                               | Elia Viviani                                   |
| Parigi 2024                                                       | Benjamin Thomas                                                   | Iúri Leitão                                    | Fabio Van den Bossche                          |
| Atleta meglio premiato: Elia Viviani e Lasse Norman Hansen(1/0/1) | Atleta meglio premiato: Elia Viviani e Lasse Norman Hansen(1/0/1) | Nazione meglio premiata: Gran Bretagna (1/1/1) | Nazione meglio premiata: Gran Bretagna (1/1/1) |

#### Americana
| Edizione                                   | Oro                                            | Argento                                    | Bronzo                                     |
| ------------------------------------------ | ---------------------------------------------- | ------------------------------------------ | ------------------------------------------ |
| Sydney 2000                                | Australia Brett Aitken - Scott McGrory         | Belgio Étienne De Wilde - Matthew Gilmore  | Italia Silvio Martinello - Marco Villa     |
| Atene 2004                                 | Australia Graeme Brown - Stuart O'Grady        | Svizzera Franco Marvulli - Bruno Risi      | Gran Bretagna Rob Hayles - Bradley Wiggins |
| Pechino 2008                               | Argentina Juan Curuchet - Walter Pérez         | Spagna Joan Llaneras - Antonio Tauler      | Russia Michail Ignat'ev - Aleksej Markov   |
| 2012-2016                                  | non inclusa nel programma olimpico             | non inclusa nel programma olimpico         | non inclusa nel programma olimpico         |
| Tokyo 2020                                 | Danimarca Lasse Norman Hansen - Michael Mørkøv | Gran Bretagna Ethan Hayter - Matthew Walls | Francia Donavan Grondin - Benjamin Thomas  |
| Parigi 2024                                | Portogallo Iúri Leitão - Rui Oliveira          | Italia Simone Consonni - Elia Viviani      | Danimarca Niklas Larsen - Michael Mørkøv   |
| Nazione meglio premiata: Australia (2/0/0) |                                                |                                            |                                            |

#### Cronometro
| Edizione                                                  | Oro                                            | Argento                                  | Bronzo                                   |
| --------------------------------------------------------- | ---------------------------------------------- | ---------------------------------------- | ---------------------------------------- |
| Atene 1896                                                | Paul Masson                                    | Stamatīs Nikolopoulos                    | Adolf Schmal                             |
| Evento non incluso nel programma olimpico nel 1900 e 1904 |                                                |                                          |                                          |
| Atene 1906                                                | Francesco Verri                                | Herbert Crowther                         | Henri Menjou                             |
| Evento non incluso nel programma olimpico nel 1908 e 1912 |                                                |                                          |                                          |
| Amsterdam 1928                                            | Willy Falck Hansen                             | Gerard Bosch van Drakestein              | Dunc Gray                                |
| Los Angeles 1932                                          | Dunc Gray                                      | Jacobus van Egmond                       | Charles Rampelberg                       |
| Berlino 1936                                              | Arie van Vliet                                 | Pierre Georget                           | Rudolf Karsch                            |
| Londra 1948                                               | Jacques Dupont                                 | Pierre Nihant                            | Tommy Godwin                             |
| Helsinki 1952                                             | Russell Mockridge                              | Marino Morettini                         | Raymond Robinson                         |
| Melbourne 1956                                            | Leandro Faggin                                 | Ladislav Fouček                          | Richard Ploog                            |
| Roma 1960                                                 | Sante Gaiardoni                                | Dieter Gieseler                          | Rostislav Vargaškin                      |
| Tokyo 1964                                                | Patrick Sercu                                  | Giovanni Pettenella                      | Pierre Trentin                           |
| Città del Messico 1968                                    | Pierre Trentin                                 | Niels Fredborg                           | Janusz Kierzkowski                       |
| Monaco di Baviera 1972                                    | Niels Fredborg                                 | Danny Clark                              | Jürgen Schütze                           |
| Montréal 1976                                             | Klaus-Jürgen Grünke                            | Michel Vaarten                           | Niels Fredborg                           |
| Mosca 1980                                                | Lothar Thoms                                   | Aleksandr Panfilov                       | David Weller                             |
| Los Angeles 1984                                          | Fredy Schmidtke                                | Curtis Harnett                           | Fabrice Colas                            |
| Seul 1988                                                 | Oleksandr Kiričenko                            | Martin Vinnicombe                        | Robert Lechner                           |
| Barcellona 1992                                           | José Manuel Moreno                             | Shane Kelly                              | Erin Hartwell                            |
| Atlanta 1996                                              | Florian Rousseau                               | Erin Hartwell                            | Takanobu Jumonji                         |
| Sydney 2000                                               | Jason Queally                                  | Stefan Nimke                             | Shane Kelly                              |
| Atene 2004                                                | Chris Hoy                                      | Arnaud Tournant                          | Stefan Nimke                             |
| Atleta meglio premiato: Niels Fredborg (1/1/1)            | Atleta meglio premiato: Niels Fredborg (1/1/1) | Nazione meglio premiata: Francia (4/1/3) | Nazione meglio premiata: Francia (4/1/3) |

#### Tandem
| Edizione                                          | Oro                                                     | Argento                                                | Bronzo                                                    |
| ------------------------------------------------- | ------------------------------------------------------- | ------------------------------------------------------ | --------------------------------------------------------- |
| Atene 1906                                        | Gran Bretagna John Matthews - Arthur Rushen             | Germania Bruno Götze - Max Götze                       | Germania Karl Arnold - Otto Küpferling                    |
| Londra 1908                                       | Francia André Auffray - Maurice Schilles                | Gran Bretagna Frederick Hamlin - Thomas Johnson        | Gran Bretagna Charlie Brooks - Walter Isaacs              |
| Stoccolma 1912                                    | Evento non incluso nel programma olimpico               | Evento non incluso nel programma olimpico              | Evento non incluso nel programma olimpico                 |
| Anversa 1920                                      | Gran Bretagna Thomas Lance - Harry Ryan                 | Sudafrica William Smith - James Walker                 | Paesi Bassi Piet Ikelaar - Frans de Vreng                 |
| Parigi 1924                                       | Francia Lucien Choury - Jean Cugnot                     | Danimarca Edmund Hansen - Willy Falck Hansen           | Paesi Bassi Gerard Bosch van Drakestein - Maurice Peeters |
| Amsterdam 1928                                    | Paesi Bassi Daan van Dijk - Bernard Leene               | Gran Bretagna Ernest Chambers - Jack Sibbit            | Germania Hans Bernhardt - Karl Köther                     |
| Los Angeles 1932                                  | Francia Louis Chaillot - Maurice Perrin                 | Gran Bretagna Ernest Chambers - Stan Chambers          | Danimarca Harald Christensen - Willy Gervin               |
| Berlino 1936                                      | Germania Ernst Ihbe - Carl Lorenz                       | Paesi Bassi Bernard Leene - Hendrik Ooms               | Francia Pierre Georget - Georges Maton                    |
| Londra 1948                                       | Italia Renato Perona - Ferdinando Terruzzi              | Gran Bretagna Alan Bannister - Reg Harris              | Francia Gaston Dron - René Faye                           |
| Helsinki 1952                                     | Australia Lionel Cox - Russell Mockridge                | Sudafrica Raymond Robinson - Thomas Shardelow          | Italia Antonio Maspes - Cesare Pinarello                  |
| Melbourne 1956                                    | Australia Ian Browne - Tony Marchant                    | Cecoslovacchia Ladislav Fouček - Václav Machek         | Italia Giuseppe Ogna - Cesare Pinarello                   |
| Roma 1960                                         | Italia Sergio Bianchetto - Giuseppe Beghetto            | Squadra Unificata Tedesca Jürgen Simon - Lothar Stäber | Unione Sovietica Vladimir Leonov - Boris Vasil'ev         |
| Tokyo 1964                                        | Italia Sergio Bianchetto - Angelo Damiano               | Unione Sovietica Imants Bodnieks - Viktor Logunov      | Squadra Unificata Tedesca Willi Fuggerer - Klaus Kobusch  |
| Città del Messico 1968                            | Francia Daniel Morelon - Pierre Trentin                 | Paesi Bassi Jan Jansen - Leijn Loevesijn               | Belgio Daniel Goens - Robert Van Lancker                  |
| Monaco di Baviera 1972                            | Unione Sovietica Vladimir Semenec - Igor' Celoval'nikov | Germania Est Hans-Jürgen Geschke - Werner Otto         | Polonia Andrzej Bek - Benedykt Kocot                      |
| Atleta meglio premiato: Sergio Bianchetto (2/0/0) | Atleta meglio premiato: Sergio Bianchetto (2/0/0)       | Nazione meglio premiata: Francia (4/0/2)               | Nazione meglio premiata: Francia (4/0/2)                  |

#### Inseguimento individuale
| Edizione                                        | Oro                                             | Argento                                        | Bronzo                                         |
| ----------------------------------------------- | ----------------------------------------------- | ---------------------------------------------- | ---------------------------------------------- |
| Tokyo 1964                                      | Jiří Daler                                      | Giorgio Ursi                                   | Preben Isaksson                                |
| Città del Messico 1968                          | Daniel Rebillard                                | Mogens Frey Jensen                             | Xaver Kurmann                                  |
| Monaco di Baviera 1972                          | Knut Knudsen                                    | Xaver Kurmann                                  | Hans Lutz                                      |
| Montréal 1976                                   | Gregor Braun                                    | Herman Ponsteen                                | Thomas Huschke                                 |
| Mosca 1980                                      | Robert Dill-Bundi                               | Alain Bondue                                   | Hans-Henrik Ørsted                             |
| Los Angeles 1984                                | Steve Hegg                                      | Rolf Gölz                                      | Leonard Nitz                                   |
| Seul 1988                                       | Gintautas Umaras                                | Dean Woods                                     | Bernd Dittert                                  |
| Barcellona 1992                                 | Chris Boardman                                  | Jens Lehmann                                   | Gary Anderson                                  |
| Atlanta 1996                                    | Andrea Collinelli                               | Philippe Ermenault                             | Bradley McGee                                  |
| Sydney 2000                                     | Robert Bartko                                   | Jens Lehmann                                   | Bradley McGee                                  |
| Atene 2004                                      | Bradley Wiggins                                 | Bradley McGee                                  | Sergi Escobar                                  |
| Pechino 2008                                    | Bradley Wiggins                                 | Hayden Roulston                                | Steven Burke                                   |
| Atleta meglio premiato: Bradley Wiggins (2/0/0) | Atleta meglio premiato: Bradley Wiggins (2/0/0) | Nazione meglio premiata: Gran Bretagna (3/0/1) | Nazione meglio premiata: Gran Bretagna (3/0/1) |

#### Corsa a punti
| Edizione                                      | Oro                                           | Argento                                 | Bronzo                                  |
| --------------------------------------------- | --------------------------------------------- | --------------------------------------- | --------------------------------------- |
| Parigi 1900                                   | Enrico Brusoni                                | Karl Duill                              | Louis Trousselier                       |
| Los Angeles 1984                              | Roger Ilegems                                 | Uwe Messerschmidt                       | José Youshimatz                         |
| Seul 1988                                     | Dan Frost                                     | Leo Peelen                              | Marat Ganeev                            |
| Barcellona 1992                               | Giovanni Lombardi                             | Léon van Bon                            | Cedric Mathy                            |
| Atlanta 1996                                  | Silvio Martinello                             | Brian Walton                            | Stuart O'Grady                          |
| Sydney 2000                                   | Joan Llaneras                                 | Milton Wynants                          | Aleksej Markov                          |
| Atene 2004                                    | Michail Ignat'ev                              | Joan Llaneras                           | Guido Fulst                             |
| Pechino 2008                                  | Joan Llaneras                                 | Roger Kluge                             | Chris Newton                            |
| Atleta meglio premiato: Joan Llaneras (2/1/0) | Atleta meglio premiato: Joan Llaneras (2/1/0) | Nazione meglio premiata: Italia (3/0/0) | Nazione meglio premiata: Italia (3/0/0) |

#### Altre prove
| Edizione         | Oro                    | Argento            | Bronzo           |
| ---------------- | ---------------------- | ------------------ | ---------------- |
| Atene 1896       | 12 ore                 | 12 ore             | 12 ore           |
| Atene 1896       | Adolf Schmal           | Frederick Keeping  | —                |
| Atene 1896       | 10 chilometri          |                    |                  |
| Atene 1896       | Paul Masson            | Léon Flameng       | Adolf Schmal     |
| Parigi 1900      | 25 chilometri          | 25 chilometri      | 25 chilometri    |
| Parigi 1900      | Louis Bastien          | Lloyd Hildebrand   | Auguste Daumain  |
| Saint Louis 1904 | ¼ miglio               | ¼ miglio           | ¼ miglio         |
| Saint Louis 1904 | Marcus Hurley          | Burton Downing     | Teddy Billington |
| Saint Louis 1904 | ⅓ miglio               |                    |                  |
| Saint Louis 1904 | Marcus Hurley          | Burton Downing     | Teddy Billington |
| Saint Louis 1904 | ½ miglio               |                    |                  |
| Saint Louis 1904 | Marcus Hurley          | Teddy Billington   | Burton Downing   |
| Saint Louis 1904 | 1 miglio               |                    |                  |
| Saint Louis 1904 | Marcus Hurley          | Burton Downing     | Teddy Billington |
| Saint Louis 1904 | 2 miglia               |                    |                  |
| Saint Louis 1904 | Burton Downing         | Oscar Goerke       | Marcus Hurley    |
| Saint Louis 1904 | 5 miglia               |                    |                  |
| Saint Louis 1904 | Charles Schlee         | George Wiley       | Arthur Andrews   |
| Saint Louis 1904 | 25 miglia              |                    |                  |
| Saint Louis 1904 | Burton Downing         | Arthur Andrews     | George Wiley     |
| Londra 1908      | 660 iarde              | 660 iarde          | 660 iarde        |
| Londra 1908      | Victor Johnson         | Émile Demangel     | Karl Neumer      |
| 5000 metri       |                        |                    |                  |
| Atene 1906       | Francesco Verri        | Herbert Crowther   | Fernand Vast     |
| Londra 1908      | Benjamin Jones         | Maurice Schilles   | André Auffray    |
| 20 chilometri    |                        |                    |                  |
| Atene 1906       | Billy Pett             | Maurice Bardonneau | Fernand Vast     |
| Londra 1908      | Clarence Kingsbury     | Benjamin Jones     | Joseph Werbrouck |
| 50 chilometri    |                        |                    |                  |
| Anversa 1920     | Henry George           | Albert Alden       | Piet Ikelaar     |
| Parigi 1924      | Ko Willems             | Albert Alden       | Harry Wyld       |
| 100 chilometri   |                        |                    |                  |
| Atene 1896       | Léon Flameng           | Geōrgios Kōletīs   | —                |
| Londra 1908      | Charles Henry Bartlett | Charles Denny      | Octave Lapize    |

### Mountain bike

#### Cross-country
| Edizione                                                        | Oro                                                             | Argento                                  | Bronzo                                   |
| --------------------------------------------------------------- | --------------------------------------------------------------- | ---------------------------------------- | ---------------------------------------- |
| Atlanta 1996                                                    | Bart Brentjens                                                  | Thomas Frischknecht                      | Miguel Martinez                          |
| Sydney 2000                                                     | Miguel Martinez                                                 | Filip Meirhaeghe                         | Christoph Sauser                         |
| Atene 2004                                                      | Julien Absalon                                                  | José Antonio Hermida                     | Bart Brentjens                           |
| Pechino 2008                                                    | Julien Absalon                                                  | Jean-Christophe Péraud                   | Nino Schurter                            |
| Londra 2012                                                     | Jaroslav Kulhavý                                                | Nino Schurter                            | Marco Aurelio Fontana                    |
| Rio de Janeiro 2016                                             | Nino Schurter                                                   | Jaroslav Kulhavý                         | Carlos Coloma Nicolás                    |
| Tokyo 2020                                                      | Thomas Pidcock                                                  | Mathias Flückiger                        | David Valero Serrano                     |
| Parigi 2024                                                     | Thomas Pidcock                                                  | Victor Koretzky                          | Alan Hatherly                            |
| Atleta meglio premiato: Julien Absalon e Thomas Pidcock (2/0/0) | Atleta meglio premiato: Julien Absalon e Thomas Pidcock (2/0/0) | Nazione meglio premiata: Francia (3/2/1) | Nazione meglio premiata: Francia (3/2/1) |

### BMX

#### Corsa
| Edizione                                         | Oro                                              | Argento                                   | Bronzo                                    |
| ------------------------------------------------ | ------------------------------------------------ | ----------------------------------------- | ----------------------------------------- |
| Pechino 2008                                     | Māris Štrombergs                                 | Mike Day                                  | Donny Robinson                            |
| Londra 2012                                      | Māris Štrombergs                                 | Sam Willoughby                            | Carlos Oquendo                            |
| Rio de Janeiro 2016                              | Connor Fields                                    | Jelle van Gorkom                          | Carlos Ramírez                            |
| Tokyo 2020                                       | Niek Kimmann                                     | Kye Whyte                                 | Carlos Ramírez                            |
| Parigi 2024                                      | Joris Daudet                                     | Sylvain André                             | Romain Mahieu                             |
| Atleta meglio premiato: Māris Štrombergs (2/0/0) | Atleta meglio premiato: Māris Štrombergs (2/0/0) | Nazione meglio premiata: Lettonia (2/0/0) | Nazione meglio premiata: Lettonia (2/0/0) |

#### Freestyle
| Edizione                | Oro                     | Argento                          | Bronzo                           |
| ----------------------- | ----------------------- | -------------------------------- | -------------------------------- |
| Tokyo 2020              | Logan Martin            | Daniel Dhers                     | Declan Brooks                    |
| Parigi 2024             | José Torres             | Kieran Reilly                    | Anthony Jeanjean                 |
| Atleta meglio premiato: | Atleta meglio premiato: | Nazione meglio premiata: (0/1/1) | Nazione meglio premiata: (0/1/1) |